# Az elhagyott bolygó
Az elhagyott bolygó (eredeti cím: Screamers) 1995-ben készített disztópikus sci-fi-horrorfilm, melyet Christian Duguay rendezett. A forgatókönyvet Dan O'Bannon és Miguel Tejada-Flores írta, Philip K. Dick Második változat című kisregénye alapján. A főbb szerepekben Peter Weller, Roy Dupuis és Jennifer Rubin látható.

## Cselekmény
|  | Alább a cselekmény részletei következnek! |

2078-ban a Sirius 6B-n, az egykor virágzó kereskedelmi és bányászati bolygón néhány elszigetelt bunker mélyén még kitartanak a katonák. Egy évtized telt el egy borzalmas polgárháború után, amely eredetileg  a bányászokat és hasonló földgyarmati lakosokat tömörítő Szövetség, valamint a nagyvállalatokat képviselő Új Gazdasági Blokk (NEB) között tört ki, a gyarmatokon uralkodó elviselhetetlen viszonyok miatt. A Szövetség tudósai megalkottak egy tökéletesnek hitt fegyvert, egy intelligens önvédelmi eszközt, mely a föld alól támad. A sikoltók (screamers) kisméretű, önjáró, bizonyos mértékig értelmes, és önreprodukáló robotokból álló fegyverrendszer. Azzal a céllal tervezték, hogy észleljen és elpusztítson minden életformát. Az eszköz, bár nem tudja megkülönböztetni a barátot az ellenségtől, automatikusan nyomon követi az emberi szívverést, és elpusztítja a gazdáját. Azonban kordában tartható egy védőberendezéssel, ez egy karkötőként viselhető elektronikus árnyékoló, mely viselőjét „láthatatlanná” teszi a gép előtt, „kioltva” viselőjének szívverését. A sikoltók fő fegyvere egy pár rendkívül éles forgó penge, amellyel mindent képesek szétvágni. Működés közben éles, magas frekvenciájú, sikoltásra emlékeztető hangot ad ki.
Bár a Szövetség folyamatos támogatást kap a Földről, azonban a Sirius 6B támaszpontjának parancsnokai rájönnek, hogy valójában elárulták őket, és már senkiben nem bízhatnak. Ekkor váratlan fordulat következik be: egy NEB-zsoldos jelenik meg a bázis előtt, ám a rátámadó sikoltók darabokra vagdalják. A katona – levágott – kezében fémurnát szorongat, amit Chuck (Ron White) bevisz a bunkerbe. Az urnában egy üzenet van, miszerint a NEB főparancsnoka békét akar kötni.
A szuperfegyver folyamatosan fejlődik tovább, emberi irányítás és ellenőrzés nélkül. Hamarosan egy új küldetést talál magának, méghozzá azt, hogy eltöröl minden életet a bányabolygón. Hendricksson (Peter Weller) parancsnoka egy maroknyi szövetségi katonának, akik még életben vannak a Sirius 6B-n. Nem bízik a politikai vezetőkben, és utálja a folyamatos összecsapásokat, a soha véget nem érő háborút, az állandósult patthelyzetet. Hendricksson elhatározza, hogy meg kell tárgyalniuk egy külön békét az Új Gazdasági Blokkal, hiszen mindkét fél megtizedelődött az elmúlt időkben.
A terve végrehajtásához át kell kelnie egy veszedelmes sivatagon, ahol halálos fenyegetés vár minden életformára. A Szövetség ugyanis nem tudja, hogy az „Önjáró Kard” már továbbfejlesztette magát: az új sikoltók androidok, akik a megtévesztésig hasonlítanak az emberekre, és utánozzák az emberi viselkedést, hogy elérjék céljukat: az összes emberi lény elpusztítását. A programjuk pedig annyira összetetté vált, hogy elérte az emberi tudat szintjét. Hendricksson különítményéhez egy elpusztított romvárosban egy egyetlen túlélőnek tűnő gyermek csatlakozik, aki könyörög, hogy vigyék magukkal ...
|  | Itt a vége a cselekmény részletezésének! |

## Szereplők
| Szerep                         | Színész              | Magyar hang           |
| ------------------------------ | -------------------- | --------------------- |
| Joseph A. Hendricksson ezredes | Peter Weller         | Forgács Péter         |
| Becker                         | Roy Dupuis           | Galambos Péter        |
| Jessica Hansen                 | Jennifer Rubin       | Tóth Ildikó           |
| Ross                           | Charles Edwin Powell | Holl Nándor           |
| Ace Jefferson                  | Andrew Lauer         | Bede-Fazekas Szabolcs |
| David                          | Michael Caloz        | Előd Botond           |
| Chuck Elbarak                  | Ron White            | Kránitz Lajos         |
| Landowska                      | Liliana Komorowska   | Bessenyei Emma        |
| Leone                          | Jason Cavalier       | Dévai Balázs          |
| McDonald tizedes               | Leni Parker          | ?                     |
| NEB-katona                     | Sylvain Massé        | ?                     |
| Green titkár                   | Bruce Boa            | ?                     |
| technikus                      | Tom Berry            | ?                     |

## Folytatás
2009-ben elkészült Sheldon Wilson rendezésében a film folytatása, Sikoltók – A vadászat címmel.